# فلورو
فلورو (بالنرويجية: Florø) هي مدينة في النرويج، والمركز الإداري لبلدية فلورا بمقاطعة سوغن وفيوردانه.[بحاجة لمصدر]

## أعلام
- جيرهارد أرماور هانسن
- ماريان ساستاد أوتيسين